# Palazzo dei Banchi
Palazzo dei Banchi je palača v renesančnem slogu, na vzhodnem delu trga Piazza Maggiore v središču Bologne, v deželi Emiliji - Romanji, [[Italija]g.
V 16. stoletju, ko je bilo zgrajeno sedanje pročelje, in je še vedno, je bil Piazza Maggiore glavni javni trg v Bologni, obkrožen s središči verskega in političnega upravljanja, ki jih predstavljajo stolnica (bazilika San Petronio), palača Re Enzo (pretorska palača) in D'Accursio (mestna hiša). Pred 16. stoletjem je bil ta konec Piazze predstavljen z zmešnjavo hiš in izložb trgovin. Leta 1412 so sprednjo stran Piazze pokrili s portikom. Med hišami so se pojavile majhne uličice: Via Pescherie Vecchie, Via Clavature in Via degli Orefici, vsaka s svojo koncentracijo podjetij. Pod portiki, ki mejijo na Piazzo, so bankirji postavili banchi (menjalnice/posojilnice), da bi opravljali svoje posle. V 15. in 16. stoletju so bile med družinami, ki so imele v lasti botteghe, plemiške in senatorske družine Malvasia, Duglioli in Amorini.
V letih 1565-1568 so občina in trgovci, ki so želeli ustvariti prijetno arhitekturno komponento na tem mestu, naročili sedanji dizajn pri arhitektu Vignoli. Asimetrična fasada ima 15 zaobljenih lokov, od katerih sta dva večja in vodita v zgoraj omenjene uličice, drugi pa so nižji. Vse so obrobljene z monumentalnimi korintskimi pilastri. Vsako nadstropje ima svoj manieristični ritem postavitve oken, ki združuje kompleks v nekaj, kar se zdi kot ena sama galerija ene palače.
Palača je s portikom, znanim kot Pavaglione, povezana z Archiginnasio v Bologni, eno od glavnih stavb Univerze v Bologni. Izraz izhaja iz lokalnega narečja Pavajån, kar pomeni »paviljon«, glede na sejem sviloprejk, ki je bil tukaj leta 1449.
Še danes je za palačo ob nekaterih dnevih tržnica lokalnih izdelkov na prostem. Sama palača je zasedena s kombinacijo podjetij in stanovanj. Za stavbo palače sta tudi mestni arheološki muzej in cerkev Santa Maria della Vita.